# Дімітріос Кіусопулос
Дімітріос Кіусопулос (грец. Δημήτριος Κιουσόπουλος; 1892 — 20 січня 1977) — грецький юрист і політик, упродовж нетривалого терміну обіймав посаду прем'єр-міністра країни.

## Життєпис
Народився 1892 в регіоні Еліда, на Пелопоннесі.
Успішно розпочавши юридичну кар'єру 1917, 1950 року очолив Верховний суд Греції. Цей пост він займав до 1961 року. Після міністерського посту в уряді 1951, восени наступного року ненадовго цей уряд очолив. Помер 20 січня 1977 в Афінах.